# 虛飾外表
虛飾外表是羅伊·克拉克編劇的英國情景喜剧，最初於英國廣播公司第一台在1990年至1995年間首播。故事中心人物Hyacinth Bucket（帕特里夏·勞特利奇飾演）是一個怪異而勢利的中下階層高攀者，堅持自己姓氏發聲音為Bouquet。全劇共5季，44集，包括4集聖誕特輯。Hyacinth Bucket於2017年獲選為全球觀眾最喜歡的BBC電視影集人物第八名。

## 外部連結
- 在BBC Online了解Keeping Up Appearances
- 英国喜剧向导网站上的《虛飾外表》（英文）
- 互联网电影数据库（IMDb）上《虛飾外表》的资料（英文）
- 《Keeping Up Appearances》 ，BFI的Screenonline